# Merge Records
Merge Records è un'etichetta discografica indipendente statunitense con sede a Durham (Carolina del Nord).

## Storia
È stata fondata nel 1989 da Laura Ballance e Mac McCaughan inizialmente per distribuire i lavori della loro band, i Superchunk, e dei loro amici. Successivamente si è ingrandita ed ha incluso una serie di artisti di notevole successo.
Il primo CD pubblicato è stato Tossing Seeds dei Superchunk (1º aprile 1992). Precedentemente erano stati commercializzati solo 7" e cassette. Il primo album dell'etichetta ad entrare nella classifica Billboard 200 è stato Funeral dei canadesi Arcade Fire.
Nell'aprile 2009, per festeggiare i 20 anni di attività dell'etichetta, è stata realizzata e pubblicata la compilation SCORE! 20 Years of Merge Records: The Covers!, a cui hanno partecipato anche artisti non appartenenti alla label (tra questi Broken Social Scene, The New Pornographers, Death Cab for Cutie, St. Vincent e The National). Nel settembre dello stesso anno l'anniversario è stato celebrato attraverso il libro Our Noise: The Story of Merge Records.
Fra gli artisti scritturati dalla Merge Records ricordiamo Buzzcocks,  Camera Obscura, Destroyer,
Dinosaur Jr, Matt Elliott, Lambchop, The Magnetic Fields, Polvo, Pram, Teenage Fanclub, Tracey Thorn e Verbena.